# 파트리크 아치
파트리크 제롬 아치(프랑스어: Patrick Jérôme Achi, 1955년 11월 17일~)는 알라산 우아타라 대통령 정부에서 2021년 3월부터 2023년 10월까지 코트디부아르의 총리를 지낸 코트디부아르의 정치인이다. 공화연합의 일원인 그는 수펠레크와 스탠퍼드 대학교에서 공부하고 엔지니어링과 인프라를 전문으로 한다. 그는 또한 알라산 우아타라 대통령의 정부 대변인으로 일했다.

## 어린 시절 및 교육
아치는 파리에서 코트디부아르인 아버지와 프랑스계 브르타뉴인 어머니 사이에서 태어났다. 그는 프랑스와 미국에서 교육을 받았다.

## 총리직
2010년부터 2017년까지 기욤 소로 총리 (2010년~2012년), 장노 아후수코아디오 총리( 2012년~2017년), 다니엘 카블랑 뒹캉 총리 (2012년~2017년)를 역임했다.
2021년 3월 8일, 아치는 하메드 바카요코 총리의 직무를 대행하기 위해 총리 대행으로 임명되었지만, 바카요코는 이틀 후에 죽었다. 2021년 3월 26일 알라산 우아타라 대통령에 의해 총리로 임명되었다. 이 자격으로, 그는 몇 주 동안 도시 지역의 전기 공급을 긴장시켰던 대규모 발전 적자를 해결하기 위한 논의의 핵심 인물로 부상했다.
2021년 10월, 판도라 페이퍼스에 그의 이름이 언급되었다. 그는 1998년 후보자를 통해 설립된 바하마에 위치한 오프쇼어 회사인 올스타 컨설팅 서비스 유한회사를 관리했으며, 아치는 코트디부아르 전기 회사(CIE)의 정부 위원이자 에너지부 장관의 기술 고문이었다.
2022년 4월 13일, 그와 그의 정부는 사임했다. 4월 19일, 그는 우아타라 대통령에 의해 총리로 다시 임명되었지만 개각과 제2정부의 형성과 함께 총리로 임명되었다.